# Thế Pennsylvania
| Hệ/ Kỷ                                 | Thống/ Thế   | Bậc/ Kỳ   | Tuổi (Ma) | Tuổi (Ma) |
| -------------------------------------- | ------------ | --------- | --------- | --------- |
| Permi                                  | Cisural      | Assel     | trẻ hơn   | trẻ hơn   |
| Carbon                                 | Pennsylvania | Gzhel     | 298.9     | 303.7     |
| Carbon                                 | Pennsylvania | Kasimov   | 303.7     | 307.0     |
| Carbon                                 | Pennsylvania | Moskva    | 307.0     | 315.2     |
| Carbon                                 | Pennsylvania | Bashkiria | 315.2     | 323.2     |
| Carbon                                 | Mississippi  | Serpukhov | 323.2     | 330.9     |
| Carbon                                 | Mississippi  | Visé      | 330.9     | 346.7     |
| Carbon                                 | Mississippi  | Tournai   | 346.7     | 358.9     |
| Devon                                  | Muộn         | Famenne   | già hơn   | già hơn   |
| Phân chia kỷ Carbon theo ICS năm 2017. |              |           |           |           |

Trong niên đại địa chất, thế Pennsylvania thuộc kỷ Carbon của đại Paleozoi của liên đại Phanerozoi. Thế có niên đại trong khoảng từ 323,2 đến 298,9 Ma BP (Mega annum before present: triệu năm trước), sau khi kết thúc kỳ Serpukhov.
Thế được đặt tên theo tên tiểu bang Pennsylvania của Hoa Kỳ, nơi phổ biến các mỏ sản xuất than của thời đại này.
Thế Pennsylvania được chia thành bốn giai đoạn:
1. Kỳ Gzhel từ 303,7 đến 298,9 Ma
2. Kỳ Kasimov từ 307,0 đến 303,7 Ma
3. Kỳ Moskva từ 315,2 đến 307,0 Ma
4. Kỳ Bashkiria từ 323,2 đến 315,2 Ma

## Cổ sinh vật học
| Loại | Hiện diện | Vị trí | Mô tả | Hình |
| ---- | --------- | ------ | ----- | ---- |